# Robert Thürmer
Robert Thürmer (* 15. Juli 1939 in Zuckmantel) ist ein deutscher Politiker (SPD) und ehemaliges Mitglied des Sächsischen Landtages.

## Leben
Robert Thürmer besuchte die Oberschule in Löbau. Von 1958 bis 1961 folgte ein Lehrerstudium in Potsdam. Zwischen 1962 und 1972 war er als Lehrer in Großpostwitz tätig. Im Jahr 1971 erfolgte die externe Promotion. Von 1972 bis 1979 war er Lehrer im Hochschuldienst in Potsdam. Zwischen 1979 und 1992 war Thürmer an der Akademie der Wissenschaften, am Institut für Geographie und Geoökologie, zuletzt als Forschungsgruppenleiter tätig. Im Jahr 1986 erfolgte die Habilitation. Ab 1992 war er Forschungsprojektleiter am Institut für Regional- und Baumarktentwicklung in Leipzig.
Thürmer ist verheiratet und hat zwei Kinder.

## Politik
Robert Thürmer war bis zu seinem Eintritt in die SPD im November 1989 parteilos. Ab 1992 war er Unterbezirksvorsitzender der SPD Leipzig.
Im Oktober 1994 zog Thürmer über die Landesliste der SPD Sachsen in den Sächsischen Landtag ein, dem er für eine Wahlperiode bis 1999 angehörte. Dort war er Mitglied im Ausschuss für Wirtschaft und Hochschule, Kultur und Medien.

## Belege
- Klaus-Jürgen Holzapfel (Hrsg.): Sächsischer Landtag: 2. Wahlperiode, 1994–1999; Volkshandbuch. NDV Neue Darmstädter Verlagsanstalt, Rheinbreitbach 1995, ISBN 3-87576-335-1. S. 54 (Ausschuss: S. 68). (Stand Dezember 1994)

| Personendaten    | Personendaten                  |
| ---------------- | ------------------------------ |
| NAME             | Thürmer, Robert                |
| KURZBESCHREIBUNG | deutscher Politiker (SPD), MdL |
| GEBURTSDATUM     | 15. Juli 1939                  |
| GEBURTSORT       | Zuckmantel                     |